# ريتشارد هيغينز
ريتشارد هيغينز (بالإنجليزية: Richard Higgins)‏ هو كاهن كاثوليكي وضابط أمريكي، ولد في 22 فبراير 1944 في Longford ‏ في جمهورية أيرلندا.